# Oscar Stenström
Oscar Fredrik Stenström, född 16 maj 1975 i Skövde församling, Skaraborgs län, är en svensk politiker (socialdemokrat) och ambassadör i statsrådsberedningen med ansvar för den svenska anslutningen till Nato. Han ledde de svenska förhandlingarna med Turkiet inför Natotoppmötet i Vilnius 2023.

## Biografi
Stenström har tidigare arbetat som utrikespolitisk rådgivare åt Stefan Löfven och Mona Sahlin. Han har suttit som ledamot i Skövde kommunfullmäktige mellan 1994 och 2000. Han var även internationell sekreterare i SSU 1998–2000. Stenström är civilingenjör med examen från KTH. 
Han var statssekreterare på näringsdepartementet åt Mikael Damberg 2014–2016 och ansvarade för utrikeshandel, export- och handelspolitik, investerings- och Sverigefrämjande, EU:s inre marknad, förenkling och innovationspolitik. I samband med att dessa frågor i maj 2016 flyttade från Damberg och näringsdepartementet till nyutnämnde handelsministern Ann Linde och utrikesdepartementet placerades även Stenström på sistnämnda departement.
Han var Sveriges ambassadör i Santiago de Chile från september 2018 till mars 2022.[källa behövs] Mellan 17 mars och 19 oktober 2022 var han statssekreterare med ansvar för utrikesfrågor och säkerhetspolitiska rådet i statsrådsberedningen hos statsminister Magdalena Andersson.
Stenström avslutar sin tjänst som Natoförhandlare 1 september 2023 för att arbeta som rådgivare åt Wallenbergsfären.
2024 var Stenström sommarvärd i Sommar i P1, där han pratade om Sveriges väg in i Nato.

## Utmärkelser
- H.M. Konungens medalj av 12:e storleken i högblått band, 28 januari 2025[8]